# Vivarium
Vivarium és una pel·lícula de ciència-ficció de thriller psicològic del 2019 dirigida per Lorcan Finnegan, a partir d'una història de Finnegan i Garret Shanley. Una coproducció internacional entre Irlanda, Dinamarca i Bèlgica, protagonitzada per Imogen Poots, Jesse Eisenberg, Jonathan Aris i Éanna Hardwicke.
Es va estrenar al 72è Festival Internacional de Cinema de Canes el 18 de maig de 2019, i es va estrenar a Irlanda el 27 de març de 2020 per Vertigo Releasing. La pel·lícula segueix una parella (Eisenberg i Poots) que es veuen obligades a cuidar una misteriosa criatura humanoide mentre estan atrapades en un estrany barri semblant a un vivàrium.

## Argument
L'escena inicial representa el parasitisme de posta d'un cucut abans de presentar la professora de primària Gemma i el seu xicot paisatgista Tom. Enterra un pollet altricial mort expulsat del seu niu. Condueixen per trobar-se amb l'agent immobiliari Martin i el segueixen fins a una urbanització suburbana de cases idèntiques anomenada Yonder. Martin els ensenya la casa número 9. Li pregunta si tenen fills, i quan la Gemma respon: "No, encara no", la imita perfectament. Després de mirar pel jardí, troben que Martin ha desaparegut. Intenten marxar, es troben repetidament al número 9. Condueixen pels infinits carrers idèntics fins que es queden sense combustible.
Dormen a la casa. L'endemà al matí, intenten escapar a peu, però constantment tornen al número 9. Troben una caixa de saborós menjar envasat al buit davant de la casa. Tom cal foc a la casa i dormen a terra. Quan es desperten s'ha deixat una altra caixa, que conté un nadó i el missatge: "Aixeca el nen i deixa't anar". Quan el fum s'esborra, la casa no té danys.
98 dies després, el nadó té la mida d'un nen de deu anys. Imita en Tom i la Gemma i crida quan vol menjar. Quan diu a la Gemma "mare", ella insisteix que ella no és la seva mare, mentre que Tom es refereix al nen com "això". La Gemma i el Tom esperen al jardí amb una pica per atacar a qui lliura el menjar, però mai no veuen ningú. Tom comença a cavar un forat al jardí i es retira. A la sala d'estar, el noi mira patrons semblants a fractals a la televisió.
Tom tanca el noi al seu cotxe, pensant que si algú ve a buscar-lo els podria obligar a alliberar-lo. Tanmateix, la Gemma s'apiada i allibera al noi. Tom continua excavant i comença a dormir al forat. Un dia el noi desapareix i torna amb un llibre de símbols i diagrames d'humanoides amb sac gular. Quan la Gemma li demana que imiti la persona que li va regalar el llibre, fa sons guturals i infla els seus propis sacs gulars.
El noi madura per semblar-se a un adult jove i Tom es posa malalt. El noi se'n va cada dia i la Gemma intenta seguir-lo, però sempre es troba al número 9. Tom segueix excavant i troba un cadàver en una bossa al buit. El noi tanca la Gemma i el Tom fora de casa i dormen al cotxe. La Gemma demana al noi medicaments per a Tom, però ell respon: "Potser és hora que l'alliberin". Tom mor i el noi el col·loca en una bossa de buit i la llença al forat.
La Gemma fereix el noi amb el pic. El noi s'enfila i s'arrossega cap a un laberint sota la vorera. La Gemma la segueix i s'estavella per una porta a diverses habitacions d'altres cases amb més nois i diversos desconeguts, un dels quals s'ha suïcidat.
Torna a aterrar al número 9, feble i gemegant. El noi està netejant la casa. Ell la porta a una bossa de buit explicant que les mares moren després de criar els seus fills. Ella mor mentre ell la tanca. El noi l'enterra amb Tom, i l'herba es reforma pel defecte. Condueix de tornada a l'oficina de béns arrels, on un Martin vell està morint. Martin li dóna el nom al noi i mor. El noi col·loca Martin en una bossa d'aspiradora i la posa en un tobogan d'escombraries disfressat com un calaix d'arxius. Quan una parella entra per la porta, el noi els saluda igual que Martin.

## Repartiment
- Imogen Poots com a Gemma
- Jesse Eisenberg com a Tom
- Jonathan Aris com a Martin
- Danielle Ryan com a mare
- Molly McCann com a noia jove
- Senan Jennings com el noi
- Éanna Hardwicke com el noi (més gran)
- Côme Thiry com el noi (bebé)

## Producció
El maig de 2018, es va anunciar que Lorcan Finnegan dirigiria Vivarium a partir d'una història que va escriure amb Garret Shanley, i que Jesse Eisenberg i Imogen Poots s'havien unit al repartiment. Va ser rodat a ubicacions de Bèlgica i Irlanda abans de traslladar-se a Ardmore Studios, Wicklow, Irlanda.

## Estrena
Vivarium es va estrenar al Festival Internacional de Cinema de Canes el 18 de maig de 2019. Poc després, Saban Films i Vertigo Releasing van adquirir els drets de distribució als Estats Units i al Regne Unit, respectivament.Va ser llançat als Estats Units, el Regne Unit i Irlanda el 27 de març de 2020, amb una estrena limitada al cinema i un llançament de vídeo sota demanda el mateix dia.

## Recepció
A Rotten Tomatoes, Vivarium té una puntuació d'aprovació del 72 % basada en 149 ressenyes, amb una puntuació mitjana de 6.6/10. El consens dels crítics del lloc diu: "Vivarium pot confondre gairebé tan sovint com intriga, però aquest híbrid de ciència-ficció/terror ben interpretat té idees interessants i les explora amb estil". A Metacritic, la pel·lícula té una mitjana ponderada puntuació de 64 sobre 100 basada en les ressenyes de 23 crítics, que indica "crítiques generalment favorables".